# Теодора Фъсова-Петкова
Теодора Иванова Фъсова-Петкова е българска архитектка, работи в областта на градоустройството.

## Биография
Архитект Теодора Фъсова е родена на 20 май 1919 година в Пловдив. Отраснала е в семейството на популярния адвокат от Пловдив Иван Фъсов. Майката ѝ е учителка. През 1938 година Теодора е завършила Пловдивската девическа гимназия. През 1943 година се е дипломирала специалност архитектура в Техническия университет в Бърно, след което се е завърнала в Пловдив. Архитект Фъсова е започнала работа като стажант в Областното инженерство при архитект Надежда Нанчева. След една година е била назначена на редовна длъжност в Пловдивската община като зам. началник отдел „Градоустройство“. През целия си дългогодишен творчески път тя е работила само в областта на градоустройството. През 1946 г. архитект Фъсова е сключила брак с архитект Георги Петков. Това е първата семейна двойка архитекти в Пловдив. През 1947 г. в семейството им се е родила дъщеря Ани, а през 1950 г. – синът Камен. През 1952 г., тя е започнала работа в Пловдивската проектантска организация в отдел „Градоустройство“. Тя е назначена за ръководител на една от двете създадени градоустройствени групи, където са се проектирали градоустройствени разработки на десетки градове и села из цяла Южна България, между които Хисаря, Карлово, Сопот, Асеновград, Пазарджик, Смолян-старата част. Тя е участвала и в редица градоустройствени конкурси из страната, между които с най-голяма стойност е първата премия на големия международен конкурс за центъра на Пловдив през 1968 година. Тя е една от първите архитекти на Пловдив.
Архитект Петкова е имала интересно хоби – събирането на малки сувенири лъжички с емблемите на градовете, подредени в колекция от около 130 красиви екземпляра от десетки градове в Европа и извън Европа.